# Richard LeCounte
Richard LeCounte (Riceboro, 11 settembre 1998) è un giocatore di football americano statunitense che milita nel ruolo di safety per i Tampa Bay Buccaneers della National Football League (NFL).

## Carriera

### Cleveland Browns
LeCounte al college giocò a football a Georgia. Fu scelto nel corso del quinto giro (169º assoluto) nel Draft NFL 2021 dai Cleveland Browns. Nella sua stagione da rookie mise a segno 3 tackle in 9 presenze, una delle quali come titolare.